# Spargania plana
Spargania plana là một loài bướm đêm trong họ Geometridae.